# Dr. Frank
Frank Portman (n. San Francisco, California, Estados Unidos,  21 de septiembre de 1964), conocido artistísticamente como Dr. Frank es un cantante, compositor, autor, guitarrista estadounidense y principal compositor de la banda de Punk rock The Mr. T Experience, y ha seguido siendo el único miembro constante de la banda desde su formación en 1985, participando en los diez álbumes de estudio y cinco EPs de la banda. También ha grabado y actuado como artista solista, publicando el álbum Show Business is My Life en 1999 y el EP Eight Little Songs en 2003. En los últimos ha seguido una carrera como escritor en la literatura juvenil, siendo autor de los libros King Dork (2006) y Andromeda Klein (2009).

## Biografía

### Educación
Portman asistió al Mills High School en Millbrae, California en la Península en la Bahía de San Francisco. Luego se trasladó a la cercana Berkeley y asistió a la Universidad de California en Berkeley.

## Carrera musical
La carrera musical de Portman comenzó durante sus años de secundaria en 1979, cuando él tocaba en una banda llamada The Bent Nails junto el futuro bajista de The Mr. T Experience Byron Stamatatos. El grupo fue de corta duración pero publicaron una canción titulado «No More Riots» en la compilación punk de California Not So Quiet on the Western Front publicado por Maximumrocknroll en 1982. Después de la secundaria Portman dejó Milbrae pero mantuvo contacto con Stamatatos. Mientras que un estudiante no anfitrión de un programa de radio del campus KALX el cual programaba música punk rock local, y se encontró con su compañero DJ Jon Voz Zelowitz. Mientras trabajaba en la estación Portman grabó una versión rap del poema infantil de Dr. Seuss Green Eggs and Ham. También conoció a Alex Laipeneiks, quien había sido un amigo de la escuela secundaria del hermano menor de Portman. En el verano de 1985 Portman, Zelowitz, Stamatatos, y Laipeneiks formaron The Mr. T Experience. Fue en ese momento que Portman comenzó a utilizar su nombre artística "Dr. Frank", el cual continúa usando hasta la fecha.
The Mr. T Experience grabó su primer álbum Everybody's Entitled to Their Own Opinion en julio de 1986. Comenzaron construyendo un seguimiento local a través de giras y airplays en estaciones radiales universatarias y rápidamente se convirtieron en parte del movimiento punk rock de las finales de la Bahía de San Francisco a finales de 1980 en torno a la sede 924 Gilman Street y el sello Lookout! Records. En este momento Portman también toco la batería con la banda Sweet Baby, pero rápidamente regresó a su principal enfoque The Mr. T Experience, quienes publicaron su segundo álbum Night Shift at the Thrill Factory en 1988. La canción «The History of the Concept of the Soul» fue incluida en el álbum, el cual fue esencialmente para la tesis de universidad de Portman. En 1990 la banda firmó con Lookout! Records, un sello que permanece en la actualidad y a través del cual Portman también ha publicado todas sus producciones musicales.
Portman continua como guitarrista y vocalista de The Mr. T Experience, también es el principal compositor de la banda. Zelowitz también contribuyó significativamente a la composición de la banda y sirvió como segundo guitarrista y ocasionalmente cantante hasta su salida del grupo en 1992, después la banda se convirtió esencialmente en el proyecto de Portman. A pesar de varios cambios en su formación a través de los años, sigue siendo el único compositor de la banda y el único miembro original restante. La banda ha publicado diez álbumes de estudio, varios EPs, y numerosos sencillos durante su carrera, con casi todo el material compuesto e interpretado por Portman. Después de algunas actuaciones acústicas en solitario él grabó un álbum en solitario titulado Show Business is My Life en 1999 y un álbum EP Eight Little Songs, en 2003. Muchas de las canciones de su EP fueron regrabadas con The Mr. T Experience para el álbum Yesterday Rules publicado en 2004, su lanzamiento reciente y estilísticamente diverso. Portman continua actuando ocasionalmente en solitario. Ocasionalmente también toca en The Bomb Bassets con su amigo de toda la vida Dallas Denery. 
El estilo musical de Portman es generalmente caracterizado como pop punk, muy influenciado por Ramones y otros grupos de rock melódico. Este es el estilo generalmente más asociado con The Mr. T Experience. Sus composiciones abarcan una variedad de temas, pero se ocupan principalmente de las relaciones personales; él es conocido por introducir mucho de su material con la línea basura "This is a song about a girl". Con los años sus otros gustos e intereses han empujado a la banda a explorar diversos estilos, ramificándose desde el estilo pop punk que ayudó a definir. Este cambio es evidenciado en un nuevo de canciones acústicas en solitario intercalados entre las normas de punk pop en las mayorías de álbumes de la banda a finales de los años 1990. Las grabaciones en solitario de Portman han explorado estos otros estilos e influencias, incluyendo música country, bossa nova, rock and roll y música beat.

## Carrera como autor
En los últimos años Portman ha publicado un blog titulado "Dr. Frank's What's-It". Su novela juvenil King Dork fue publicado en abril de 2006. Los derechos cinematográficos del libro fueron opcionados por Gary Sánchez Productions en noviembre del mismo año. En mayo de 2009 Portman reportó que había llegado a un nuevo acuerdo con Sony Pictures y que un director había sido incorporado a la película. Internet Movie Database pronostica el lanzamiento de King Dork para 2014.
La segunda novela de Portman, Andromeda Klein fue publicado el 25 de agosto de 2009. Se ha indicado que será seguido por una secuela de King Dork titulado King Dork Approximately.

## Discografía
- 1999: Show Business is My Life

## Historias cortas
- 2008: Mark Pang and the Impossible Square (De Baseball Stories)